# Фујуз (Лоара)
Фујуз (фр. Fouillouse) насеље је и општина у источној Француској у региону Рона-Алпи, у департману Лоара која припада префектури Сент Етјен.
По подацима из 2011. године у општини је живело 4354 становника, а густина насељености је износила 211,67 становника/km². Општина се простире на површини од 20,57 km². Налази се на средњој надморској висини од 419 метара (максималној 628 m, а минималној 387 m).

## Демографија
| 1962. | 1968. | 1975. | 1982. | 1990. | 1999. | 2011. |
| ----- | ----- | ----- | ----- | ----- | ----- | ----- |
| 2.502 | 2.736 | 3.352 | 4.004 | 4.035 | 4.234 | 4.354 |

График промене броја становника у току последњих година